# ناوچه کلاس سالزبری
ناوچه کلاس سالزبری (به انگلیسی: Salisbury-class frigate) یک کلاس از کشتی است که طول آن ۳۴۰ فوت (۱۰۰ متر) می‌باشد.